# Scott Township (Missouri)
Scott Township est un township, situé dans le comté de Taney, dans le Missouri, aux États-Unis,.
Le township est fondé en 1839 et baptisé en référence à une famille locale.

### Source de la traduction
- (en) Cet article est partiellement ou en totalité issu de l’article de Wikipédia en anglais intitulé « Scott Township, Taney County, Missouri » (voir la liste des auteurs).